# Едуард Ганслік
Едуард Ганслік (нім. Eduard Hanslick; 11 вересня 1825, Прага — 6 серпня 1904, Баден) — австрійський музичний критик.

## Біографія
Ганслік народився у Празі у сім'ї Йозефа Адольфа Гансліка, бібліографа та вчителя музики та його учениці, дочки єврея-купця із Відня. У віці вісімнадцяти років Ганслік почав вивчати музику із Вацлавом Томашеком. Він також вивчав право у Празькому університеті та отримав ступінь у цій області, але його любительське вивчення музики дозволило йому написати музичні статті у газетах невеликих містечок, потім у «Wiener Musik-Zeitung» та зрештою у «Neue Freie Presse», у якій він працював музичним критиком до відставки. Будучи ще студентом, у 1845 він зустрівся з Ріхардом Ваґнером у місті Маріанські Лазні; композитор, побачивши ентузіазм юнака, запросив його у Дрезден послухати його оперу «Тангойзер»; тут Ганслік також зустрівся з Робертом Шуманом.
У 1854 він опублікував свою важливу книгу «Про прекрасне в музиці». У цей час його зацікавленість у Ваґнері почала зменшуватись; він написав принизливу статтю про першу постановку опери «Лоенґрін» у Відні. Від цього часу і надалі симпатії Гансліка рухалися від так званої «музики Майбутнього», пов'язаної із Ваґнером та Ференцом Лістом до музики, як він вважав, яка прямо наслідувала традиції Моцарта, Бетовена та Шумана — зокрема, музики Йоганнеса Брамса (який присвятив йому свою збірку вальсів тв.39 для фортепіанного дуету). У 1869 у переробленому виданні свого ессе «Єврейство в музиці» Ваґнер закидав Гансліку «витончено приховане єврейське походження» і стверджував, що його єврейський стиль критики є антинімецьким. У деяких джерелах говориться, що Ваґнер зобразив в карикатурному вигляді Гансліка у своїй опері «Нюрнберзькі мейстерзінґери» як причіпливого критика Бекмессера (чиє ім'я було насправді Файт Гансліх).
Безкоштовні лекції Гансліка у Віденському університеті проводилися у 1870 при всьому складі професорів із історії та естетики музики, а потім при докторатах гонорис кауза. Ганслік часто був у складі журі на музичних конкурсах та обіймав посаду міністра культури Австрії та виконував інші адміністративні ролі. Він пішов у відставку після написання своїх мемуарів, але далі писав статті про найважливіші прем'єри дня аж до смерті у 1904 у Бадені.

## Погляди на музику
Смаки Гансліка були консервативними; у своїх мемуарах він сказав, що для нього музична історія насправді почалася із Моцартом та набула свого найбільшого розвитку у творчості Бетовена, Шумана та Брамса. Він найбільше пам'ятається сьогодні за своє заступництво перед Брамсом проти школи Ваґнера, епізод у музиці XIX століття, який деколи називають «Війною романтиків». Критик Ріхард Поль, що друкувався у «Neue Zeitschrift für Musik», представляв прогресивних композиторів «музики майбутнього».
Будучи близьким другом Брамса із 1862 року, Ганслік, можливо, мав деякий вплив на творчість Брамса, часто чуючи музику до того, як вона була надрукована. Теоретична база критики Гансліка викладена у його книзі 1854 року «Про прекрасне в музиці» («Vom Musikalisch-Schönen»), яка почалася як атака на Ваґнерівську естетику та стала впливовою, поступово видаючись у різних видавництвах та перекладаючись на декілька інших мови. Іншими цілями важкої критики Гансліка були Антон Брукнер та Гуґо Вольф. Щодо скрипкового концерту Чайковського, він звинувачував композитора та соліста Адольфа Бродського у проведення слухачів «через пекло» із музикою «яка огидна слуху»; він був також холодний до іншого твору композитора — шостої симфонії.
Ганслік відомий як один із перших дуже впливових музичних критиків. В той час, як його естетика та критика розглядаються переважно окремо, вони пов'язані. Ганслік був запеклим противником музики Ліста та Ваґнера. 